# Drottning Victorias Örlogshem

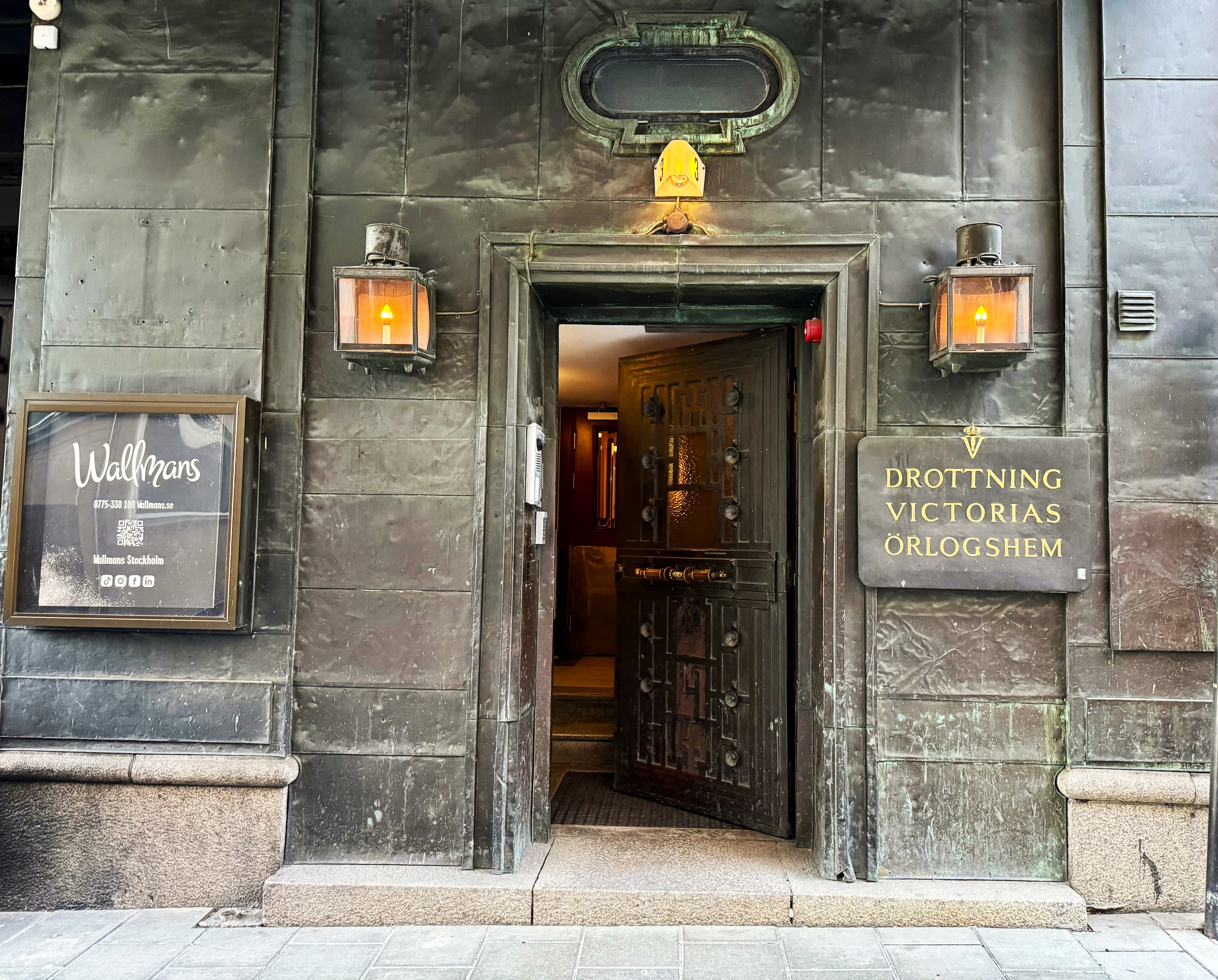
Entrén till Drottning Victorias Örlogshem

Drottning Victorias Örlogshem är en stiftelse som grundades av drottning Victoria år 1908 för att bereda örlogsflottans sjömän möjlighet till billig inkvartering vid besök i Stockholm.
Sedan 1943 bedriver stiftelsen hotell- och konferensverksamhet i en egen fastighet på Teatergatan 3 (tidigare Hotell Atlantic) på Blasieholmen i Stockholm. Av stiftelsens statuter framgår att tjänstgörande totalförsvarspliktiga, försvarsanställda och medlemmar i vissa organisationer med anknytning till marinen skall ges möjlighet till boende. Bland totalförsvarspliktiga ges företräde till marin personal. Andra gäster tas emot i mån av plats.
Bo Rask är VD för örlogshemmet. Prinsessan Christina, fru Magnuson är stiftelsens höga beskyddarinna sedan 1972.